# أم كلثوم محمد المصطفى
أم كلثوم محمد المصطفى (1974)، ولدت في مدينة المجرية ودرست في جامعة نواكشوط. هي صحافية ومقدمة برامج تلفزيونية موريتانية، وعضوة المنتدى العربي للبيئة والتنمية، وكانت الأمينة العامة المساعدة السابقة لاتحاد الصحفيين العرب.
وتعدّ أم كلثوم من أبرز الصحفيات والمقدمات في التلفزيون الرسمي الموريتاني منذ تسعينيات القرن الماضي من خلال تقديم مجموعة من البرامج الترفيهية التي نالت متابعة من المشاهدين الموريتانيين.

## من البرامج التي قدمتها
- تلي راما
- وقفه مع الشعب
- كلمات وأنغام
- للنساء شؤون
- البيت العربي
- ناس وناس[4]